# Letcombe Bassett
Letcombe Bassett – wieś i civil parish w Anglii, w Oxfordshire, w dystrykcie Vale of White Horse. W 2011 roku civil parish liczyła 148 mieszkańców. Letcombe Bassett jest wspomniana w Domesday Book (1086) jako Ledecumbe.